# ¿Una verdad incómoda... o ficción conveniente?
¿Una verdad incómoda... o ficción conveniente? (An Inconvenient Truth...or Convenient Fiction?) es una película estadounidense documental de Steven F. Hayward, un académico residente en el American Enterprise Institute, que se propuso abordar lo que observó como inconsistencias en la película Una verdad incómoda.

## Sinopsis
La película de cincuenta minutos se describió como una "refutación punto por punto en el PowerPoint" de la película de Al Gore "Una verdad incómoda". En su presentación, Hayward está de acuerdo con muchos de los puntos y temas cubiertos por la película Gore, pero comparte cómo cierta información puede haber sido sesgada por lo que él denomina "extremistas del calentamiento global", para crear una imagen más oscura del futuro. Según Hayward, "Estoy de acuerdo en que estamos calentando, y estoy de acuerdo en que estamos jugando un papel en eso. Con lo que no estoy de acuerdo es con el pesimismo general de Gore".

## Fondo
La película, producida por el Pacific Research Institute y filmada en la Heritage Foundation, cuestiona muchas de las afirmaciones de la película "Una verdad incómoda", argumentando que va demasiado lejos en las predicciones de la fatalidad.

## Recepción
En su revisión de la película que comparte las inconsistencias de los eventos reales en comparación con las predicciones de la película de Gore,  The American Spectator  se refirió a la película como "una dosis de realidad".
Helium.com escribió que la película de Hayward "no discute que hay calentamiento global. Una de las primeras cosas que dice el Doctor Hayward en la película es que hay calentamiento global. Lo que hace esta película son informes sobre las omisiones y la mala dirección de la película de Al Gore". "
Weekly Standard señaló que la película de Hayward usó dispositivos similares a la de su objetivo, siendo "básicamente una conferencia con gráficos, mapas e imágenes", que subrayó inconsistencias y omisiones en la película anterior, pero que al hacerlo "no emocionará tampoco al ambiente, a la multitud o la élite liberal de Hollywood ". "Weekly Standard" informó que Hayward concede "Gran parte de lo que dice el vicepresidente Gore sobre el cambio climático es correcto. El planeta se está calentando. Los seres humanos están desempeñando un papel sustancial en ese calentamiento". Hayward aclaró que, si bien la película de Gore aborda temas que merecen atención, siente que aquellos a los que llama "extremistas del calentamiento global" "distorsiona la ciencia, exagera enormemente los riesgos, argumenta que cualquiera que no esté de acuerdo con ellos es corrupto y sugiere que las soluciones son fáciles y baratas". y que tratar el tema de esa manera crea "una ficción demasiado conveniente".
The New York Times informó que después de ver la película, el expresidente del Partido Republicano en San Francisco Mike DeNunzio declaró "hay dos lados en cada historia, y ciertamente hemos estado escuchando un lado. "También se informó que una portavoz de Al Gore declaró que Gore" no había visto la película del Sr. Hayward pero estaba acostumbrado a los ataques a sus posiciones". Ella aclaró:" Obviamente el Sr. Gore apoya la película, "dijo sobre Verdad incómoda," y descubrimos que la comunidad científica convencional está de acuerdo con sus conclusiones fundamentales". También señalaron que si bien hubo aplausos después de la proyección, no todos estaban emocionados y la actitud de algunos fue que la película era aburrida.
The Daily Telegraph informó que Una verdad incómoda "se ha convertido cada vez más en la ortodoxia aceptada,"  pero que ahora a través de Hayward, esa película anterior tiene un rival. Admitieron que "el Dr. Hayward no niega que el calentamiento global esté ocurriendo o que la actividad humana esté contribuyendo a él. Pero cree que Gore ha exagerado la escala y la amenaza".

## Lanzamiento
La película no se estrenó ampliamente en los cines, pero se mostró en un puñado de proyecciones gratuitas en todo Estados Unidos. La película tuvo tres estrenos en todo el país en abril de 2007: en San Francisco el 12 de abril, Washington D. C. el 18 de abril y en Ciudad de Nueva York el 24 de abril. En febrero de 2008,  Free Republic  incluyó la película entre sus "Mejores videos sobre el calentamiento global en Internet". Está disponible una versión en DVD de 47 minutos (ASIN: B000ZHXW1C).

## Ver además
- Controversia sobre el calentamiento global
- Una verdad inconsistente